# Zdob și Zdub
Здоб ши Здуб (рум. Zdob şi Zdub) је молдавска група из Кишињева основана 1994. године, која у својој музици комбинује хардкор-панк и хип-хоп са елементима молдавске народне музике и ромске музике. До сада су објавили 10 албума, а назив групе представља ономатопеју звука који производи бубањ. Наступали су широм Европе, између осталог и на Егзиту 2008. године, као и са многим светски познатим групама (РАТМ, РХЦП и друге). Појавили су се 30. октобра 2007. године у документарцу Мајкла Палина „Нова Европа“.
Здоб ши Здуб су 2005. били први представници Молдавије на песми Евровизије и у финалу такмичења одржаном у Кијеву су заузели 6. место (148 поена) са песмом „Boonika Bate Doba“ („Баба лупа у бубањ“), као и на Евровизији 2011 са песмом „So Lucky“ („Тако срећан“) где су у финалу заузели 12. место са 97 поена. Такође су представљали Молдавију и на Евровизији 2022 уз Браћу Адвахов са песмом "Trenulețul"("воз"), где су освојили 7.место са 253 поена.

## Чланови групе
Групу Здоб ши Здуб је током година, као и данас, сачињавао читав низ музичара, али њену окосницу чине:
- Роман Јагупов (Роман Ягупов, Roman Iagupov)
- Михај Г'нку (Михай Гынку, Mihai Gîncu)
- Валериу Маз'лу (Валериу Мазылу, Valeriu Mazîlu)
- Виктор Кошпармак (Виктор Кошпармак, Victor Coşparmac)
- Анатол Пугач (Анатол Пугач, Anatol Pugaci)
- Виктор Битка (Виктор Битка, Victor Bitca)

## Дискографија
- 1996. – Хардкор Молдовенеск (Hardcore Moldovenesc тј. Молдавски хардкор)
- 1999. – Табара Ноастра (Tabăra Noastră тј. Наш тaбoр)
- 1999. – Здуби батећи таре (Zdubii bateţi tare тј. Здуб момци ударају јако)
- 2000. – Ремикс (Remix)
- 2001. – Агроромантика (Agroromantica)
- 2002. – Рок Энциклопедия (Рок Енциклопедија)
- 2003. – 450 Де Ои (450 De Oi тј. 450 оваца)
- 2006. – Етномеханика (Ethnomecanica)
- 2010. – Белое вино/Красное вино (Бело вино, црвено вино)
- 2015. – 20 Де вeри (20 лета)